# 슈퍼햄스밴드
《슈퍼햄스밴드》는 두루픽스가 제작한 애니메이션이다. 제작사 측에서는 첫째도 웃음, 둘째도 웃음이라는 목표로 시청자들이 쉽고 편하게 즐길 수 있도록 기획 · 제작하였다고 밝혔다. 2009년 9월 3일부터 2010년 4월 1일까지 MBC에서 방영하였으며, 2010년 10월 13일부터 2011년 5월 18일까지 후속작으로 《햄콩이 음악대》를 방영하였다.

## 등장인물
- 출처 : 베스트 애니메(성우진)[2], 두루픽스 홈페이지(등장 인물 소개).[3]
- 신유나(성우 : 이용신(1기), 박신희(2기)[4])
  - 밴드 음악을 좋아하여 중학교를 입학하면서 밴드 결성을 하려고 하나, 금전적 문제와 밴드 멤버 구성의 어려움으로 난관에 부딪히게 된다. 하지만, 외계인 공주 메로로와 계약을 하고 계약 조건으로 메로로가 도와 멤버를 모으고 밴드부를 결성한다. 하지만, 거기엔 메로로의 음모가 도사리고 있었다.
- 김마리(성우 : 김은아)
  - 먹는 거라면 물불 안 가리는 먹보. 그러나 마음씨 착한 여린 소녀이며, 유나의 절친한 친구이기도 하다. 밴드부의 어머니 같은 존재인 드러머. 그러나, 자신이 어려울 때는 우정이고 뭐고 자기 살기에 바쁘다. 야식으로 라면 세 봉은 기본.
- 이해리(성우 : 이선주(1기), 박선영(2기))
  - 소년같은 스타일에 왕자병이 있는 듯한 밴드의 기타리스트 소녀. 그러나, 기타는 전혀 칠 줄을 모르고 폼 잡는 데만 급급하다. 부잣집 외동딸이지만, 짠순이이다.
- 유제니(성우 : 문남숙(1기), 박소라(2기))
  - 멤버 중 가장 성숙한 몸매를 자랑하는 그녀는 악기를 가장 잘 연주할 수 있는 피아니스트. 하지만 어릴적 사고로 인해 무대 공포증이 있어 무대에서는 재주를 발휘하지 못한다. 유나의 어설픈 도움으로 폭력적인 이중인격이 눈을 뜨게 되었다.
- 박미나(성우 : 문남숙)
  - 도대체 무슨 생각으로 살고 있는지 알 수 없는 베이스 기타리스트 소녀. 학교 어두침침한 곳에 숨어 다니며 학교 전체를 자신의 집으로 생각하고 학교에서 숙식을 해결한다. 메로로의 존재를 따르는 외계인 신봉자.
- 메로로(성우 : 이선주(1기), 이영란(2기))
  - 외계인 공주로, 나이에 비해 상당한 동안이다. 신분상 무위도식이 몸에 배어 있으며, 하루 일과가 잠에서 시작해 잠으로 끝난다. 단순해 보이지만 숨겨진 비밀이 많은 인물.

## 제작진

### 슈퍼햄스밴드
- 책임 프로듀서 : 이병덕
- 제작 책임 : 김현수
- 시나리오 : 최정인, 김소영, 이영원
- 프로듀서 : 이영원
- 감독 : 이영원
- 스토리 보드 : 조영대, 유윤성, 이영원
- 캐릭터 · 소품디자인 : 황미령, 박순희, 박소연
- 원작 : 박순희
- 원화 : 오윤호, 윤세희, 김유진, 박순희, 황미령
- 동화 작감 : 최인옥
- 동화 : 이진영, 박명옥, 김현아, 이순영, 김영희, 안은주, 이은경
- 스캔 · 트레스 : 이현철, 김현태, 권예지, 김이슬
- 디지털 채색 : 김한일, 한국주, 김재웅, 이윤강, 정경임, 김연미
- 미술 : 황국희, 김명준, 김병훈
- 배경 : 박정석, 박근희, 이진경, 김미영, 장미영, 김슬기
- 촬영 · 편집 : 한국주, 김재용, 백효윤, 이윤주
- 음악 감독 : 설기태
- 음향 효과 · 믹싱 : 안호성
- 성우 더빙 : 박동주
- 성우 : 이선주, 이용신, 문남숙, 김은아, 현경수
- 여는 노래 : Go! Happiness Our Story
- 닫는 노래 : 니가 뭔데?!
  - 주제가 작곡 : 설기태
  - 주제가 작사 : 이영원
  - 주제가 노래 : 이용신
  - 주제가 기타 세션 : 이근형
- 영상제작 : 김성태
- 안무 : 안수진
- 제작 지원 : 김명배
- 협력 : 강원대학교, 경기디지털콘텐츠진흥원
- 기획 : MBC
- 제작 : 두루픽스

### 햄콩이 음악대
- 책임 프로듀서 : 박선영, 김지수
- 감독 : 이영원
- 시나리오 : 최단비, 임영지, 김초록, 김햇살
- 스토리보드 : 조영대, 박순희, 문희, 김성태
- 원화 : 문희, 오윤호, 윤세희, 김유진
- 동화 : 이진영, 박명옥, 김현아, 최인옥, 김진주, 홍준선, 조해영, 구은혜, 남궁정희
- 스캔 : 김재웅
- 디지털 컬러 : 김재웅, 김한일, 이윤강, 정경임, 이순영, 박정현, 황선경, 박지영
- 제작 진행 : 윤소상, 박수연, 박소명
- 미술 : 김명준
- 배경 : 박근희, 이진경, 김미영, 장미영
- 촬영 · 편집 : 김재용, 윤홍란, 박재민, 방지현
- 사운드 : 원상우
- 음향 : 임재훈
- 성우 : 박소라, 기경옥, 권혁수, 양준건, 이영란, 박신희, 박선영
- 주제가 : 하늘보다 더 위로
  - 작사 : 원상우
  - 작곡 : 임채현
  - 노래 : 박신희
- 기획 : MBC
- 제작 : 두루픽스

## 방송 회차

### 슈퍼햄스밴드

#### 2009년
| 회차 | 방송일    | 부제                      | 시청률 |
| ---- | --------- | ------------------------- | ------ |
| 1화  | 9월 3일   | 영웅의 탄생               | 10.4%  |
| 1화  | 9월 3일   | 지구의 다가온 위기        | 10.4%  |
| 2화  | 9월 10일  | 밴드부를 지켜라           | 12.3%  |
| 2화  | 9월 10일  | 마리의 활약               | 12.3%  |
| 3화  | 9월 17일  | 럭셔리 해리               | 11.9%  |
| 3화  | 9월 17일  | 해리의 활약               | 11.9%  |
| 4화  | 9월 24일  | 피아노 소녀               | 13.5%  |
| 4화  | 9월 24일  | 제니의 공포증을 고쳐라    | 13.5%  |
| 5화  | 10월 1일  | 밀실 과자 실종(도난) 사건 | 14.5%  |
| 5화  | 10월 1일  | 다섯의 힘을 모아          | 14.5%  |
| 6화  | 10월 8일  | 밴드부실 대청소           | 15.0%  |
| 6화  | 10월 8일  | 악기를 구하자             | 15.0%  |
| 7화  | 10월 15일 | 고문 선생님을 구하라      | 14.6%  |
| 7화  | 10월 15일 | 게임(Game)                | 14.6%  |
| 8화  | 10월 22일 | 길거리 공연을 나가자      | 16.0%  |
| 8화  | 10월 22일 | 여드름을 고쳐라           | 16.0%  |
| 9화  | 10월 29일 | 콘서트에 가자             | 13.9%  |
| 10화 | 11월 5일  | 락의 정신                 | 17.5%  |
| 10화 | 11월 5일  | 러브레터                  | 17.5%  |
| 11화 | 11월 12일 | 햄스터가 줄었어요         | 14.5%  |
| 11화 | 11월 12일 | 새로운 걸 원해            | 14.5%  |
| 12화 | 11월 19일 | 황무쓰의 음악 교실        | 17.8%  |
| 12화 | 11월 19일 | 사랑해요 교생 선생님      | 17.8%  |
| 13화 | 11월 26일 | TV 속으로                 | 19.0%  |
| 13화 | 11월 26일 | 시험은 싫어               | 19.0%  |

#### 2010년
| 회차 | 방송일   | 부제                         | 시청률 |
| ---- | -------- | ---------------------------- | ------ |
| 14화 | 1월 7일  | 어느 가수의 슬픈 사랑 이야기 | 17.5%  |
| 14화 | 1월 7일  | 미나의 비밀                  | 17.5%  |
| 15화 | 1월 14일 | 에로로의 반격                | 20.5%  |
| 16화 | 1월 21일 | 고양이                       | 21.0%  |
| 16화 | 1월 21일 | 메로로 우주선의 비밀         | 21.0%  |
| 17화 | 1월 28일 | 문어집사의 하루              | 19.8%  |
| 17화 | 1월 28일 | 루시퐁의 생활                | 19.8%  |
| 18화 | 2월 4일  | 공포의 합숙                  | 20.9%  |
| 18화 | 2월 4일  | 해리의 비밀                  | 20.9%  |
| 19화 | 2월 11일 | 작사를 하자                  | 22.0%  |
| 19화 | 2월 11일 | 어른이 되고 싶어             | 22.0%  |
| 20화 | 2월 18일 | 블랙 슈퍼 햄스터             | 23.6%  |
| 20화 | 2월 18일 | 축제 공연을 하자             | 23.6%  |
| 21화 | 2월 25일 | 바이러스                     | 21.0%  |
| 21화 | 2월 25일 | 위문공연                     | 21.0%  |
| 22화 | 3월 4일  | 콩쿨에 가자                  | 24.5%  |
| 22화 | 3월 4일  | 스피드 고오                  | 24.5%  |
| 23화 | 3월 11일 | 다이어트                     | 23.9%  |
| 23화 | 3월 11일 | 마법의 구슬                  | 23.9%  |
| 24화 | 3월 18일 | 전설의 드럼스틱을 찾아서     | 26.0%  |
| 24화 | 3월 18일 | 시간 여행                    | 26.0%  |
| 25화 | 3월 25일 | 환상의 콘서트                | 27.9%  |
| 25화 | 3월 25일 | 고오와 맞서라                | 27.9%  |
| 26화 | 4월 1일  | 에로로의 눈물                | 25.0%  |
| 26화 | 4월 1일  | 우정의 노래                  | 25.0%  |

### 햄콩이 음악대

#### 2010년
| 회차 | 방송일    | 부제                 | 시청률 |
| ---- | --------- | -------------------- | ------ |
| 1화  | 10월 13일 | 핑크 고오가 나타나다 | 14.2%  |
| 2화  | 10월 20일 | 찰흙 폭탄 고오       | 13.9%  |
| 3화  | 10월 27일 | 키가 크고 싶어       | 16.5%  |
| 4화  | 11월 10일 | 방귀 고오            | 18.5%  |
| 5화  | 11월 17일 | 적의 정체            | 20.0%  |
| 6화  | 12월 1일  | 노래 스승님을 찾아서 | 18.5%  |
| 7화  | 12월 8일  | 노래 수련은 어려워   | 21.5%  |
| 8화  | 12월 15일 | 도전 실버벨          | 23.9%  |
| 9화  | 12월 22일 | 드럼의 달인          | 26.0%  |
| 10화 | 12월 29일 | 연예인 제니          | 25.9%  |

#### 2011년
| 회차 | 방송일   | 부제                    | 시청률 |
| ---- | -------- | ----------------------- | ------ |
| 11화 | 1월 5일  | 안녕히가세요 재무과장님 | 24.9%  |
| 12화 | 1월 12일 | 세로로와 올리브         | 27.0%  |
| 13화 | 1월 19일 | 피구왕 햄콩이 음악대    | 26.7%  |
| 14화 | 1월 26일 | 알쏭달쏭 메로로         | 28.0%  |
| 15화 | 2월 9일  | 메로로는 외계인         | 25.9%  |
| 16화 | 2월 16일 | 상담은 힘들어           | 29.1%  |
| 17화 | 2월 23일 | 유나의 첫사랑           | 30.5%  |
| 18화 | 3월 2일  | 수련의 별               | 29.5%  |
| 19화 | 3월 9일  | 요리대회                | 31.0%  |
| 20화 | 3월 23일 | 상식의 달인             | 33.5%  |
| 21화 | 3월 30일 | 올리브의 비밀           | 32.0%  |
| 22화 | 4월 6일  | 올리브의 침략           | 35.9%  |
| 23화 | 4월 13일 | 이별하는 연인           | 39.0%  |
| 24화 | 4월 27일 | 가자 음악 경연대회      | 37.9%  |
| 25화 | 5월 4일  | 새로운 시작             | 40.0%  |
| 26화 | 5월 18일 | 꿈을 향해               | 39.5%  |

## 휴방 및 결방
- 2009년 12월 3일부터 그 해 12월 31일까지 《곰탱이와 함께하는 TV동화》의 재방송과 《성탄절의 놀라운 초대》의 방송으로 인하여 한 달간 휴방하였다.
- 2010년 11월 3일 방송분은 《MBC 뉴스특보》 - 〈2010 남북 이산가족 상봉〉의 방송으로 인하여 결방하였다.
- 2011년 3월 16일 방송분은 일본 대지진 관련 특별 생방송 《함께 나누는 세계》의 방송으로 인하여 결방하였다.
- 2011년 4월 20일 방송분은 문화방송 창사 50주년 특집 《희망릴레이 - 우리는 달린다》의 방송으로 인하여 결방되었다.
- 2011년 5월 11일 방송분은 석가탄신일로 인한 《매직 테일즈》의 편성 시간 변경에 따라 결방되었다.